# إليجيرية كبيرة الأزهار
إليجيرية كبيرة الأزهار (الاسم العلمي:Illigera grandiflora) هي نوع من النباتات تتبع جنس الإليجيرية من فصيلة الهرنانديات.